# Iffeldorf
Iffeldorf è un comune tedesco di 2 579 abitanti, situato nel land della Baviera.

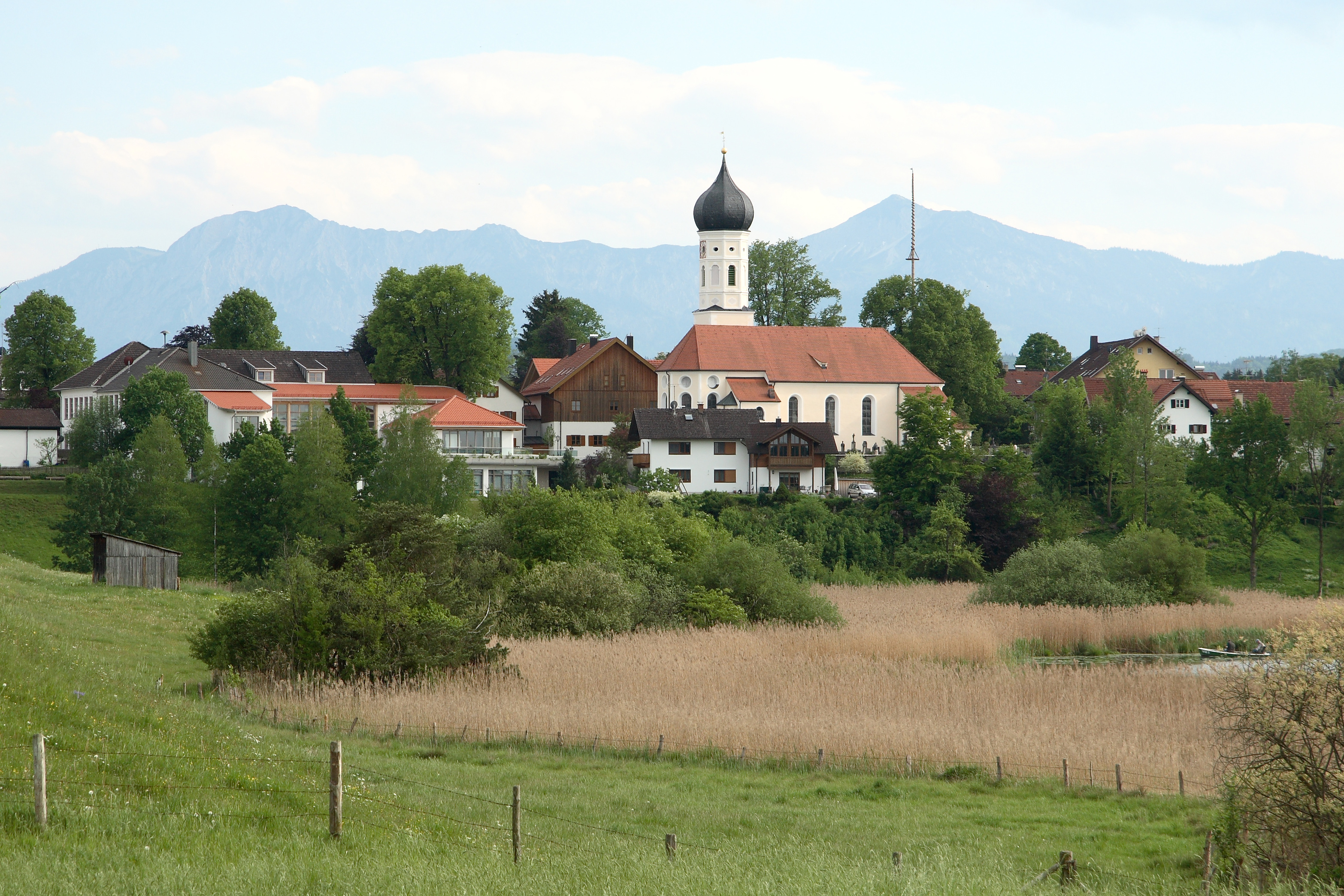
Iffeldorf